# Брами Незалежності
37°34′21″ пн. ш. 126°57′34″ сх. д. / 37.572406° пн. ш. 126.9595282° сх. д.
Брами Незалежності (кор. 독립문; Ханджа: 獨立門)  — меморіальні брами, розташовані в місті Сеул, Республіка Корея. Брами були побудовані після завершення першої японсько-цінської війни, щоб надихнути дух незалежності від попереднього залежного статусу Кореї як китайської васальної (даникової) держави, проголошеного сімоносекським договором.  Розробником «Брам Незалежності» був відомий корейський політичний діяч й борець за відновлення незалежності Кореї пан Со Дже Пхіль.

## Опис Брам Незалежності
«Брам Незалежності» були побудовані замість «Брам Йонґинмун» (дослівний переклад: «привітальні брами для зобов'язань»), які були символом дипломатичних відносин між Королівством Чосон (Корея) яка перебувала під владою корейської династії Чосон та Китаєм під час правління китайської династії Мін, а потім династії Цін. Для збору коштів на будівництво «Брам Незалежності», Клуб «Незалежність» збирав відповідні фінансові внески. Перед «Брам Незалежності» залишилися дві опорні стовпи «Брам Йонгомун».
Будівництво «Брам Незалежності» розпочалося 21 листопада 1896 року, а було завершено 20 листопада 1897 року.
Дизайн «Брам Незалежності» пан Со Дже Пхіль створив за зразком Тріумфальної арки в Парижі.«Брам Незалежності» мають висоту 14,28 метра і ширину 11,48 метра і виготовлений з приблизно 1850 шматків граніту.
У той час як «Брам Незалежності» колись перебували на Тонгіл-ро, проте потім їх перенесли в 1979 році, щоб розмістити будівництво Сонсан-ро. Зараз «Брам Незалежності» знаходиться в парку незалежності «Соодемун», приблизно в 70 метрах на північний захід від свого початкового положення. Доступ до «Брам Незалежності» був обмежений протягом більшої частини його історії, але його знову відкрили після завершення будівництва «Парку незалежності Содемун» 28 жовтня 2009 року. Відтепер відвідувачі можуть вільно пройти під «Брамами Незалежності».

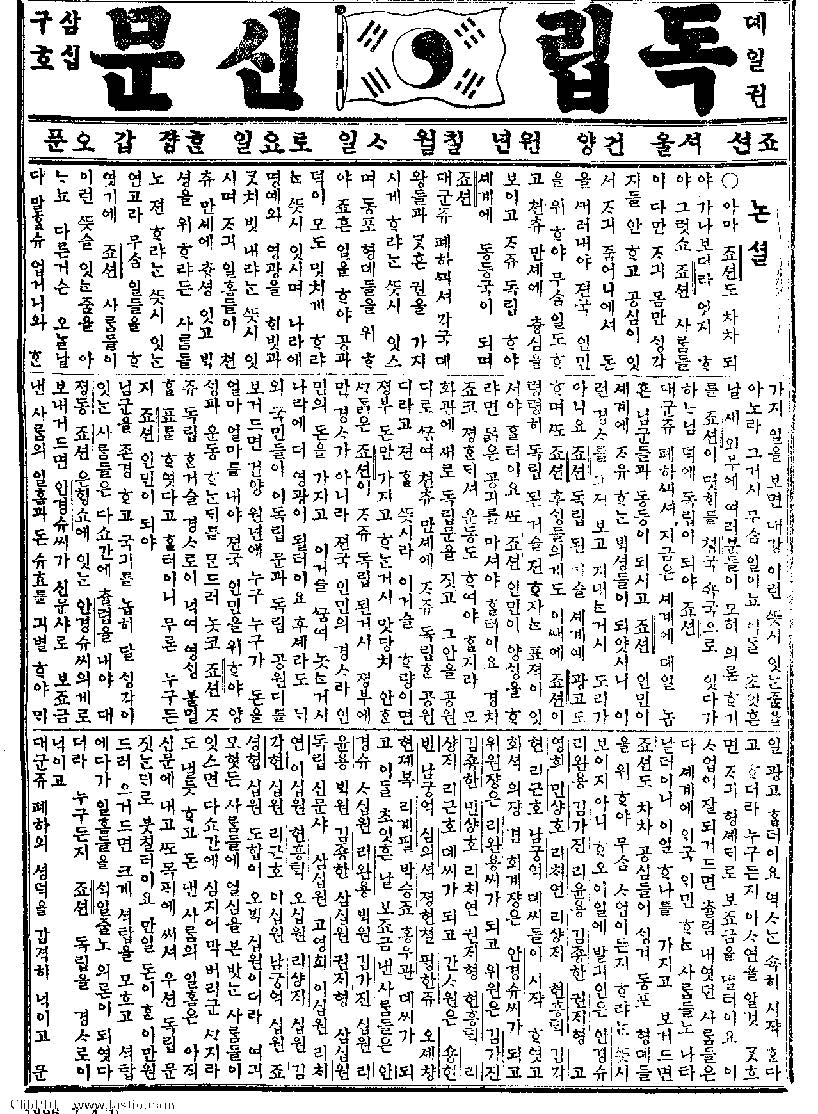
Редакційна стаття в Independent News, яка вітає Корею зі здобуттям незалежності від Цінського Китаю, написана Со Дже Пхіль, 4 липня 1896 р.

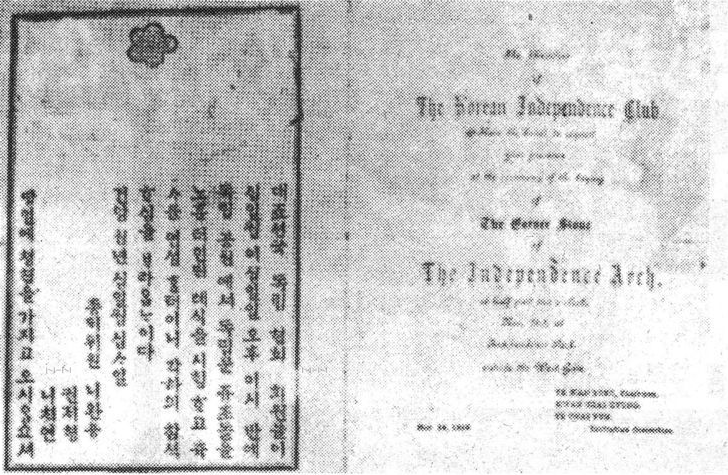
Зображення запрошення на церемонію закладки Брам Незалежності

4 липня 1896 року Со Дже Пхіль написав редакційну статтю в Independent News, в якій привітав Корею з незалежністю від правління Китайської династії Цін.

## Місцеперебування Брам Незалежності
До «парку незалежності Содемун», де розташовані «Брами Незалежності», можна легко дістатися з виходу 4 або 5 станції Dongnimmun на 3 лінії Сеульського метро.